# Llac Afrera
El llac Afrera és un llac hipersalí al nord d'Etiòpia. Es troba a la regió Àfar, i és un dels llacs de la depressió de Danakil. Té una superfície d'entre 100 i 125 km² segons les fonts. Es troba a 102 metres per sota del nivell del mar. El llac s'alimenta de diferents rierols subterranis.
També és conegut com a llac Giulietti, nom que li fou donat per Raimondo Franchetti després que l'explorador italià Giuseppe Maria Giulietti fos assassinat pels àfars al sud-oest del llac. Un altre nom d'aquesta massa d'aigua és el llac Egogi (o Egogi Bad), que és el nom que la guia àfar de L. M. Nesbitt li va donar quan l'explorador italià fou el primer europeu en veure'l el 1928.
El llac conté una illa al seu interior, l'illa Franchetti o "Deset", situada a la part sud del llac i considerada l'illa situada a més baixa altitud del món.
A diferència d'altres llacs salins d'Etiòpia, el pH del llac Afrera és àcid. Tot i que poc estudiats, hi viuen unes poques espècies de peixos, entre ells dos endemismes: el Danakilia franchettii i l'Aphanius stiassnyae.

## Extracció de sal
La sal gemma s'ha extret del llac Afrera i als voltants durant segles.L'erupció del Nabro de 2011 va fer que el llac es contamiés amb àcid sulfúric, cosa que provocà que la sal no sigui comestible.